# Plebiscyt Przeglądu Sportowego 1948
14. Plebiscyt Przeglądu Sportowego na najlepszego sportowca Polski zorganizowano w 1948 roku.

## Wyniki
1. Aleksy Antkiewicz - boks (29 395 pkt.)
2. Mieczysław Łomowski - lekkoatletyka (27 741)
3. Jadwiga Wajsówna - lekkoatletyka (24 356)
4. Franciszek Szymura - boks (23 922)
5. Edward Adamczyk - lekkoatletyka (21 435)
6. Tadeusz Parpan - piłka nożna (13 519)
7. Roger Verey - wioślarstwo (6101)
8. Zygmunt Chychła - boks (6031)
9. Wacław Wójcik - kolarstwo (4652)
10. Władysław Skonecki - tenis (4259)